# Алмонд, Габриэль
Габриэ́ль Алмонд (англ. Gabriel A. Almond; 12 января 1911 — 25 декабря 2002) — американский политолог, специалист в области теоретической и сравнительной политологии. Приобрёл популярность благодаря своим работам по теориям политической системы и политической культуры. Автор структурно-функциональной модели. Широко использовал концепцию «входа и выхода» в анализе политических систем и уделил много внимания изучению соответствующих функций. Алмонд хорошо проиллюстрировал связь между политическими ориентациями граждан и особенностями функционирования политической системы.
Член Национальной академии наук США (1977).

## Биография
Родился в Иллинойсе, в еврейской семье эмигрантов из Российской Империи. Окончил Чикагский университет (бакалавр, 1932; доктор, 1938). Преподавал в Бруклинском колледже (1939—1942), Йельском университете (1947—1950, 1959—1963), в Принстонском университете (1950—1959) и в Стэнфордском университете (1963—1993).
Выделил 3 типа политической культуры: приходская, для которой характерно отсутствие интереса к политике; подданническая с ориентацией на политические институты и невысоким уровнем активности граждан; партиципаторная, для которой характерен высокий уровень политической активности. Гражданская культура совмещает элементы 3 типов политической культуры.

## Труды
- Привлекательность коммунизма. — 1954.
- Гражданская культура: Политические ориентации в 5 странах. — 1963.
- Политическая теория и политическая наука. — 1966.
- Гражданская культура. Пересмотренная. — 1980 (совместно с Сиднеем Вербой).

### На русском языке

#### Монографии
- Алмонд Г. А., Пауэлл Дж., Стром К., Далтон Р. Сравнительная политология сегодня: Мировой обзор / сокр. пер. с англ. А. С. Богдановского, Л. А. Галкиной. — М.: Аспект Пресс, 2002. — 537 с. — ISBN 0-321-01858-3, 5-7567-0261-X.
- Алмонд Г. А., Верба С. Гражданская культура: политические установки и демократия в пяти странах / пер. с англ. Е. Генделя. — М.: Мысль, 2014. — 500 с. — ISBN 978-5-244-01171-5.

#### Статьи
- Алмонд Г. А. Политическая теория и политическая наука. — 1966.
- Алмонд Г. А., Верба С. Гражданская культура и стабильность демократии // ПОЛИС. Политические исследования : журнал. — 1992. — № 4. — С. 32—43. — ISSN 1026-9487.
- Алмонд Г. А. Политическая наука: история дисциплины // ПОЛИС. Политические исследования : журнал. — 1997. — № 6. — С. 174—183.
- Алмонд Г. А. Отдельные столики: школы и секты в политической науке // Политическая наука на рубеже веков. — М.: РАН ИНИОН, 2000.
- Алмонд Г. А., Верба С. Гражданская культура (Подход к изучению политической культуры) (I) // Журнал политической философии и социологии политики «Полития. Анализ. Хроника. Прогноз» : журнал. — 2010. — № 2 (57). — С. 122—144. — ISSN 2078-5089.
- Алмонд Г. А., Верба С. Гражданская культура: подход к изучению политической культуры (II) // Журнал политической философии и социологии политики «Полития. Анализ. Хроника. Прогноз» : журнал. — 2010. — № 3—4 (58-59). — С. 207—221. — ISSN 2078-5089.
- Алмонд Г. А. Христианские партии Западной Европы // Политическая наука : журнал. — 2013. — № 2. — С. 267—277. — ISSN 1998-1775.